# Liste du patrimoine mondial au Kazakhstan
Cet article recense les sites inscrits au patrimoine mondial au Kazakhstan.

## Statistiques
Le Kazakhstan accepte la Convention pour la protection du patrimoine mondial, culturel et naturel le 29 avril 1994. Le premier site protégé est inscrit en 2003.
En 2023, le Kazakhstan compte 6 sites inscrits au patrimoine mondial, 3 culturels et 3 naturels. 
Le pays a également soumis 13 sites à la liste indicative, 5 culturels, 3 naturels et 5 mixtes.

## Listes

### Patrimoine mondial
Les sites suivants sont inscrits au patrimoine mondial :
| Id.  | Site                                                                      | Oblys               | Année | Superficie (ha) | Critères et notes | Coordonnées | Illus. |
| ---- | ------------------------------------------------------------------------- | ------------------- | ----- | --------------- | --- | --- | ------ |
| 1693 | Déserts turaniens à hiver froid                                           | Almaty et Kyzylorda | 2023  | 3 368 741       | Naturel, (ix) (x) Site transfrontalier partagé avec l'Ouzbékistan et le Turkménistan 5 sites au Kazakhstan : Altyn-Emel Est, Altyn-Emel central, Altyn-Emel Ouest, île de Barsakelmes (en), Kaskakulan (kk) | 44° 01′ 33″ nord, 79° 02′ 03″ est 43° 53′ 37″ nord, 78° 39′ 21″ est 43° 59′ 07″ nord, 78° 18′ 15″ est 45° 39′ 14″ nord, 59° 56′ 14″ est 45° 42′ 57″ nord, 61° 01′ 47″ est |        |
| 1103 | Mausolée de Khoja Ahmad Yasawi                                            | Turkestan           | 2003  | 0,55            | Culturel, (i), (iii), (iv) | 43° 17′ 35″ nord, 68° 16′ 26″ est |        |
| 1145 | Pétroglyphes du paysage archéologique de Tamgaly                          | Almaty              | 2004  | 900             | Culturel, (iii) | 43° 48′ 11″ nord, 75° 32′ 06″ est |        |
| 1442 | Routes de la soie : le réseau de routes du corridor de Chang'an-Tian-shan | Almaty              | 2014  | 42 668          | Culturel (ii), (iii), (v), (vi) Site transfrontalier partagé avec la Chine et le Kirghizistan. Le Kazakhstan est concerné par le site de Kayalyk. | 34° 18′ 16″ nord, 108° 51′ 26″ est |        |
| 1102 | Saryarka - Steppe et lacs du Kazakhstan septentrional                     | Aqmola, Kostanaï    | 2008  | 450 344         | Naturel, (ix), (x) | 50° 25′ 59″ nord, 69° 11′ 20″ est |        |
| 1490 | Tien Shan occidental                                                      |                     | 2016  | 528 177,6       | Naturel,(x) Site transfrontalier partagé avec le Kirghizistan et l'Ouzbékistan. 7 sites au Kazakhstan : réserve naturelle nationale de Karatau, réserve naturelle nationale d'Aksu-Jabagly (zone principale, site paléontologique de Karabastau et site paléontologique d'Aulie) et réserve naturelle nationale de Sairam-Ugam (zone Boraldaitau, zone Irsu-Daubabin et zone Sairam-Ugam). | |        |

### Liste indicative
Les sites suivants sont inscrits sur la liste indicative.
| Site                                                                       | Oblys                                                                                                   | Type                                  | Date | Superficie (ha) | Lien | Notes | Coordonnées                       | Illus. |
| -------------------------------------------------------------------------- | --- | ------------------------------------- | ---- | --------------- | ---- | ----- | --------------------------------- | ------ |
| Mausolées mégalithiques de la culture Begazy-Dandybai                      | Karaganda                                                                                               | Culturel (ii), (iii), (iv)            | 1998 |                 | 1132 |       | 48° 45′ nord, 74° 00′ est         |        |
| Pétroglyphes d'Arpa-Uzen                                                   | Kazakhstan-Méridional                                                                                   | Culturel (ii), (iii), (iv)            | 1998 |                 | 1135 |       | 43° 49′ 59″ nord, 68° 49′ 59″ est |        |
| Route de la soie                                                           | Almaty, Aqmola, Atyraou, Djamboul, Kazakhstan-Méridional, Kazakhstan-Occidental, Kyzylorda, Manguistaou | Culturel (ii), (iii), (iv), (v), (vi) | 2012 |                 | 5754 |       |                                   |        |
| Site pétroglyphique de Sauyskandyk (XVIIIe siècle av. J.-C. – IIIe siècle) | Oblys de Kyzylorda                                                                                      | Culturel (ii), (ii), (iv)             | 2016 |                 | 6156 |       |                                   |        |
| Sites archéologiques de l'oasis d'Otrar                                    | Kazakhstan-Méridional                                                                                   | Culturel (iii), (iv)                  | 1998 |                 | 1137 |       | 42° 43′ 01″ nord, 68° 15′ 00″ est |        |
| Nord des monts Tian Shan (parc national Ile-Alatau)                        | Almaty                                                                                                  | Naturel (x)                           | 2002 |                 | 1681 |       |                                   |        |
| Parc national Altyn-Emel                                                   | Almaty                                                                                                  | Naturel (vii), (viii), (ix)           | 2002 |                 | 1682 |       | 43° 04′ 59″ nord, 79° 00′ 00″ est |        |
| Réserve naturelle Aksou-Jabagly                                            | Djamboul                                                                                                | Naturel (vii), (x)                    | 2002 |                 | 1683 |       | 42° 20′ 02″ nord, 73° 05′ 02″ est |        |
| Paysage culturel d'Ulytau                                                  | Karaganda                                                                                               | Mixte                                 | 1998 |                 | 1138 |       | 48° 47′ 31″ nord, 67° 22′ 30″ est |        |
| Pétroglyphes d'Eshkiolmes                                                  | Almaty                                                                                                  | Mixte                                 | 1998 |                 | 1134 |       |                                   |        |
| Sanctuaire turc de Merki                                                   | Djamboul                                                                                                | Mixte                                 | 1998 |                 | 1131 |       | 43° nord, 73° est                 |        |
| Sites paléolithiques et géomorphologie de la chaîne des Karataou           | Kazakhstan-Méridional                                                                                   | Mixte                                 | 1998 |                 | 1136 |       | 43° 49′ 59″ nord, 68° 55′ 01″ est |        |
| Tumulus de la culture Tasmola (en)                                         | Aqmola, Karaganda, Pavlodar                                                                             | Mixte                                 | 1998 |                 | 1133 |       | 49° 30′ nord, 74° 30′ est         |        |